# Docteur Strange (téléfilm)
Pour les articles homonymes, voir Strange.
Pour plus de détails, voir Fiche technique et Distribution.
Docteur Strange est un téléfilm américain de Philip DeGuere Jr., diffusé le 6 septembre 1978 à la télévision sur le réseau CBS.

## Synopsis
Le démon Balzaroth envoie son émissaire, la fée Morgane, affronter le maître des sortilèges Lindmer en plein New York. Le vieil homme, qui devient de plus en plus faible, est à la recherche d'un nouveau héros. Son disciple Wong le trouve en la personne du jeune docteur Stephen Strange.
Après un premier affrontement triomphant pour Morgane, il devient de plus en plus urgent que Strange prenne la relève mais il ne veut rien avoir à faire avec le magicien. Morgane recherche Strange pour le tuer mais le médecin trouve refuge dans le manoir magique en attendant le combat. Lindmer l'initie à la magie et l'occultisme afin d'affronter Balzaroth...

## Fiche technique
- Titre original : Doctor Strange
- Titre alternatif : Dr. Strange
- Titre français : Docteur Strange
- Réalisation :Philip DeGuere Jr
- Scénario : Philip DeGuere Jr inspiré du personnage créé par Stan Lee et Steve Ditko.
- Direction artistique : William H. Tuntke
- Montage : Christopher Nelson
- Directeur de la photographie : Enzo A. Martinelli ASC
- Distribution : Jo Reich
- Musique : Paul Chihara
- Création des costumes : Yvonne Wood
- Effets spéciaux visuels : Thomas J. Wright
- Producteurs : Alex Beaton, Gregory Hoblit et Philip DeGuere Jr
- Pays d'origine : États-Unis
- Format : Couleurs - 35 mm - Son mono - 1.33 Plein écran
- Genre : fantastique, action
- Durée : 93 minutes (Ramenée à 90 minutes du fait de la conversion du NTSC au Pal)
- Dates de sortie :

 États-Unis : 6 septembre 1978 (télévision)
 France : 15 avril 2015 (en vidéo)

## Distribution
- Peter Hooten : le docteur Stephen Strange
- Clyde Kusatsu : Wong
- Jessica Walter : la fée Morgane
- Edmonda « Eddie » Benton (Anne-Marie Martin (en)) : Cléa Lake
- Philip Sterling : le docteur Frank Taylor
- John Mills : Thomas Lindmer
- June Barrett : Sarah
- Sarah Rush : une infirmière
- Diana Wenster : l'infirmière en chef
- Bob Delegall : un interne
- Larry Anderson : le magicien
- Michael Ansara : l'Ancien (voix)
- Ted Cassidy : Balzaroth (voix)

## Sortie DVD  et Blu-ray
- France :

L'éditeur Elephant Films sort ce téléfilm en DVD le 15 avril 2015. En bonus un entretien exclusif avec Xavier Fournier, rédacteur en chef du magazine Comic Box et spécialiste de Marvel. Les copies sont au format d'origine en version originale sous-titrée pour ce téléfilm.
L'éditeur Elephant Films sort le téléfilm en combo DVD/Blu-ray le 2 septembre 2022 avec une nouvelle copie restaurée 2K. Les bonus sont identiques à la première édition de 2015. Le boitier contient un BD-25 et un DVD-9. L'image est en 1080p AVC 16:9 ratio 4:3. La source est issue d'une pellicule 35mm. La version est en Anglais 2.0 Mono master DTS HD.